# Episodi di Eli Stone (prima stagione)
La prima stagione della serie televisiva Eli Stone, composta da 13 episodi, è stata trasmessa negli Stati Uniti dal canale ABC dal 31 gennaio 2008 al 17 aprile 2008.
In Italia è stata trasmessa dal canale Fox dal 12 settembre 2008 al 24 ottobre 2008.

Il protagonista Eli Stone

| nº | Titolo originale            | Titolo italiano          | Prima TV USA     | Prima TV Italia   |
| -- | --------------------------- | ------------------------ | ---------------- | ----------------- |
| 1  | Pilot                       | Il barattolo del caffè   | 31 gennaio 2008  | 12 settembre 2008 |
| 2  | Freedom                     | Libertà                  | 7 febbraio 2008  | 12 settembre 2008 |
| 3  | Father Figure               | Figura paterna           | 14 febbraio 2008 | 19 settembre 2008 |
| 4  | Wake Me Up Before You Go Go | L'uomo del coma          | 21 febbraio 2008 | 19 settembre 2008 |
| 5  | One More Try                | Un'altra chance          | 28 febbraio 2008 | 26 settembre 2008 |
| 6  | Something to Save           | Il Grande Disegno        | 6 marzo 2008     | 26 settembre 2008 |
| 7  | Heal the Pain               | Lenire il dolore         | 13 marzo 2008    | 3 ottobre 2008    |
| 8  | Praying for Time            | Terremoti                | 20 marzo 2008    | 3 ottobre 2008    |
| 9  | I Want Your Sex             | I Want Your Sex          | 27 marzo 2008    | 10 ottobre 2008   |
| 10 | Heartbeat                   | Cuore e batticuore       | 3 aprile 2008    | 10 ottobre 2008   |
| 11 | Patience                    | Pazienza                 | 10 aprile 2008   | 17 ottobre 2008   |
| 12 | Waiting for That Day        | In attesa di quel giorno | 13 aprile 2008   | 17 ottobre 2008   |
| 13 | Soul Free                   | Un giorno nuovo          | 17 aprile 2008   | 24 ottobre 2008   |

## Il barattolo del caffè
- Titolo originale: Pilot
- Diretto da: Ken Olin
- Scritto da: Greg Berlanti e Marc Guggenheim

### Trama
Eli Stone è un giovane avvocato di successo, che lavora per lo studio di Jordan Wethersby ed è fidanzato con la figlia del suo principale, la bellissima Taylor. La sua vita cambia improvvisamente quando inizia ad avere delle allucinazioni uditive e visive (molte delle quali coinvolgono il cantante George Michael) che scopre essere causate da un aneurisma cerebrale ereditato da suo padre. 
Per far cessare le allucinazioni accetta di patrocinare il caso propostogli dalla sua prima ragazza, Beth Keller che ha fatto causa ad una multinazionale farmaceutica perché che suo figlio è divenuto autistico dopo aver fatto un vaccino antinfluenzale.
- Numero musicale: "Faith" (cantata da George Michael)

## Libertà
- Titolo originale: Freedom
- Diretto da: Michael Shultz
- Scritto da: Greg Berlanti e Marc Guggenheim

### Trama
Dopo aver disperso sull'Himalaia le ceneri di suo padre Eli è convinto di aver finalmente risolto il problema delle visioni e riprende la sua vita normale. L'illusione dura però poco, e stavolta la visione di un biplano e di un coro di bambini lo porta ad accettare il caso di due braccianti messicani che hanno denunciato la ditta per cui lavoravano per averli resi sterili a causa dei pesticidi utilizzati. A seguire la causa assieme a lui c'è la giovane avvocatessa Maggie Dekker, tanto carina quanto impacciata.
- Numero musicale: "Freedom" (cantata da Victor Garber e un coro maschile)